# مواطنة عابرة للحدود القومية
المواطنة العابرة للحدود القومية تعيد تعريف المفاهيم التقليدية للمواطنة وتستبدل بولاءات الفرد الوطنية لبلد محدد القدرةَ على العيش في دول متعددة القوميات، كما يتضح في المجالات الاقتصادية، والاجتماعية، والثقافية، والسياسية. خلافًا للمواطنة القومية، حيث يتعامل الأفراد ضمن نطاقات معينة مع دولة سيادية واحدة، تخطى مفهوم المواطنة العابرة للحدود القومية الحدود الإقليمية الموضوعة سابقًا بغية خلق مفهوم عصري لـ«الانتماء» في مجتمع متزايد العولمة. بالإضافة إلى ذلك، ونظرًا إلى أن المفاهيم المتصورة عن المواطنة تكون أحيانًا مقسمة بين الأشكال الفردية والاجتماعية والوطنية للشخصية، فإن هذه القطاعات الثلاثة جميعها تساهم في بلورة معنى المواطنة العابرة للحدود القومية. يمكن تعريف مواطنة الدولة على أنها فرد يتجلى إحساسه بالانتماء من خلال تبني قيم البلد الديمقراطية الليبرالية في النطاق العام للحياة. عندما يطبق الفرد مفهوم المواطنة العابرة للحدود القومية، سيحصل على فرصة التداخل الاجتماعي في المجتمعات المتعددة. أبرز مثال للمواطنين العابرين للحدود القومية الذين يوظفون مفهوم المواطنة العابرة للحدود سياسيًا بين دولتين هو السياسي الدومينيكاني الذي يستفتي المجتمع الدومينيكاني الأمريكي ذا الكثافة العالية في بوسطن بولاية ماساتشوستس من أجل الحصول على أصوات إضافية في دعايته الانتخابية مع أنه يعيش في سانتو دومينغو.
في ما يتعلق بتصنيفات أشكال الانتماء الاجتماعية والفردية، يتميز المواطنون العابرون للحدود القومية بالهويات والولاءات المتعددة، وأحيانًا يتنقلون بين دولتين أو أكثر، ما يمكنهم من تكوين شبكات ضخمة لمهام مختلفة. كما هو الحال بالنسبة إلى المواطنة العالمية والدولية، تتكون المواطنة ذات القوميات المتعددة من عضويات عابرة للحدود القومية ذات طبقات متعددة لمجتمعات محددة. يرتكز مفهوم المواطنة العابرة للحدود القومية على فكرة أن الإطار العالمي الجديد المتناسب مع المجاميع الثانوية للشخصيات القومية سيحل محل مفهوم الانتماء لدولة قومية واحدة. في نموذج الإدراك العالي لمفهوم المواطنة العابرة للحدود القومية، «تتحول الدول إلى واسطة بين النطاق المحلي والعالمي». إن إنشاء مفهوم المواطنة العابرة للحدود القومية سيضعف الروابط بين الأقاليم والمواطنة ومن ثم سينتج عنه تجديد في النظام العالمي الذي سيغير بدوره قدرة الأفراد على التفاعل مع المؤسسات الحكومية إلى الأبد.

## تاريخها وأسبابها
في حين أن البعض يربط المواطنة العابرة للحدود القومية بالتحول أو الاندماج التاريخي للهويات داخل الدول القومية، فلم تظهر المفاهيم الحديثة للمصطلح إلا في السنوات العشرين الماضية. يعزو الكثيرون التطور الحاصل في مفهوم المواطنة العابرة للحدود القومية إلى الحالة المتزايدة للعولمة. تعرف العولمة بالقدرة على الوصول العالمي المتصاعد إلى نظام سوق المال العالمي والقدرة على تكثيف الجهود للمزيد من أشكال التواصل السريع. نظرًا إلى سهولة التبادلات العالمية الحديثة ويسرها، تحولت العولمة إلى عملية تتفاعل عن طريقها الاقتصادات العالمية مع الأفراد. بعد نهاية الحرب الباردة في عام 1989، نتج عن «الاقتصاد السياسي العالمي» المتطور «إعادة تهيئة شاملة لميادين العالم». حولت العولمة نظام السياسة الجغرافية المحدد إلى نظام يعتمد بقوة على المراحل المتعددة للتبادلات المحلية والدولية والعالمية. على سبيل المثال، تحولت الصناعة الصينية من مجتمع زراعي إلى مجتمع صناعي من خلال صادراتها واستيراداتها المهولة التي ساهمت في تواصل المجتمعات من جميع أنحاء العالم. نتجت الثروة التي جنتها المؤسسات الخاصة من العولمة عن «توسع إضافي لهذه للشركات في البحث عن الموارد والأسواق في المناطق النائية».
بعيدًا عن الأثر الذي خلّفته العولمة المتمثل بالتحولات الاقتصادية والسياسية المهولة، خلّفت العولمة أيضًا أثرًا في النشاطات الاجتماعية والثقافية بين الشعوب. طبقًا للباحثين المختصين بالمواطنة مثل أندرو فاندنبرغ، فإن هذه الآثار الناتجة عن العولمة ستؤدي في النهاية إلى «إزالة عائقي الزمان والمكان اللذين قيدا جميع المعاملات التجارية البشرية والنشاطات والمعاملات الشخصية السابقة». مع توسع التكنولوجيا وانتشارها، بدأت كثير من الشعوب حول العالم بتأسيس روابط شخصية مع بعضها. استُبدلت بالتبادلات الرسمية السابقة التي كانت تنظم برعاية الدولة تبادلاتٌ أخرى جديدة غير رسمية في الوقت الحاضر بالإضافة إلى التبادلات التجارية المتواترة والمتزايدة. أدى النمو السريع للاقتصاد العالمي في النهاية إلى الهجرات البشرية الدولية. في الأعوام الأخيرة، وبالتزامن مع العولمة، ساهمت حالات الهجرة العالمية غير القانونية وغير المنتظمة المهيمنة والمتضاعفة في تزايد فرص ارتفاع الهويات العابرة للحدود القومية. انتشرت التشعبات المدنية انتشارًا واسعًا، بسبب بروز الروابط الجلية بين المهاجرين وبلدانهم الأصلية والبلدان المستضيفة لهم. ساهمت الهجرة العالمية في تقليص الروابط الفردية للدولة. عند انتقالهم إلى بلدهم المستضيف، يشرع المهاجرين بتكوين علاقات اجتماعية جديدة مع الحفاظ على الروابط الاجتماعية لبلدهم الأصلي. تعمل بعض المنظمات في كلا البلدين، ما يسهم في تعزيز إضافي لمبدأ تصرف المهاجرين الدوليين كمواطنين متعددي الجنسيات في عدة أراضٍ.

## التعددية الثقافية
من المهم التمييز بين مفهومي المواطنة العابرة للحدود القومية والتعددية الثقافية لدى المواطنين القوميين. في حين أن المواطنين العابرين للحدود القومية يصدرون العناصر الثقافية والاجتماعية لبلدهم الأصلي إلى البلدان المستضيفة ويستوردون العناصر الاجتماعية والثقافية الخاصة بالبلد المستضيف إلى بلدهم الأصلي، يتكون مفهوم التعددية الثقافية نتيجة دمج الأقليات الإثنية المختلفة أو الشعوب الأصلية في نطاق صغير لبيئة محلية معينة. توصف هذه التواصلات بأنها «هويات متقاطعة تكون مكانية متبادلة دائمًا». بناء على ذلك، تختلط الأقليات والأغلبيات العرقية على حد سواء في نطاق مشترك متبادل. يعمل جميع الأفراد بمختلف أصولهم العرقية ضمن نظام واحد، وفي النهاية، تتكون الهويات الوطنية المشتركة. من جانب آخر، يعيش المواطنون العابرون للحدود القومية ضمن بيئة تتكون من مجتمعين أو أكثر تتباين في الحجم، والنطاق، والسكان، والقوانين، والأخلاق، والمصطلحات الثقافية. في حين أن المواطنين العابرين للحدود القومية يتواصلون مع الأفراد الموجودين في تلك المجتمعات الخاصة، فهم يعملون في نطاقات متباينة. يبني هؤلاء المواطنون تواصلهم بصورة كبيرة على الحاجة إلى تحويل بيئتين متنوعتين كليًا إلى نطاق أوسع يتجاوز الحدود العالمية والسياسات الدولية وطرق العيش.

## الاتحاد الأوروبي كحالة معيارية
وفقًا لهنري تيون، «يتمثل السؤال حول مستقبل المواطنة في ما إذا كان بمقدور مفهوم المواطنة «العالمي» تجاوز شروط المواطنة التي تُحدد من خلال المراحل «المحلية» الموضوعة على أساس الأصل والعرق عن طريق تشريع من البلد المستضيف».
اعتبر بعض الباحثين إنشاء الاتحاد الأوروبي حالةً رائدة لاختبار سؤال هنري تيون المتمثل في ما إذا كان بمقدور المواطنة العابرة للحدود القومية تجاوز المواطنة القومية أم لا. بدءًا من أوائل ثمانينيات القرن العشرين، التقى المسؤولون المعنيون بمراقبة الهجرة الوطنية الأوروبية وصوتوا بالإجماع على العلاقة بين الهجرة وحق اللجوء والجنحة. تعامل المسؤولون المراقبون مع الهجرة على أنها قضية أمنية وطالبوا بـ«إحوكمة متعددة المستويات» بغية التحكم بممارسات الهجرة. أسس فيرجيني غيوردون نظرية «الابتياع المكاني» بغية وصف الطريقة التي تنتشر بواسطتها السياسات العابرة للحدود القومية. تُعد نظرية الابتياع المكاني عملية يبحث بموجبها الأعضاء السياسيون عن مناصب حكومية معينة بغية جني نتائج سياستهم المثالية. وفقًا لنظرية الابتياع المكاني، تحتال الشخصيات السياسية على مراحل الرقابة الوطنية بغية إنشاء «تعاون عابر للحدود» بين البلدان القومية. بدءًا من عام 1981، سُمح للمواطنين الحاملين لجوازات سفر أوروبية بالتنقل بحرية عبر حدود البلدان الأوروبية الأخرى. نظرًا إلى الزيادة في سهولة اجتياز الحدود، بدأت عملية «إضفاء الطابع الأوروبي» على الأفراد بالحدوث، إذ أصبح بالإمكان تصور هوية جديدة عابرة للحدود.
أدى تأسيس الاتحاد الأوروبي إلى تسريع نمو المفاهيم المتعلقة بالمواطنة العابرة للحدود القومية عبر القارة الأوروبية. أُنشئ الاتحاد الأوروبي في الأول من نوفمبر عام 1993، حين وقّعت البلدان الأوربية على تشريع معاهدة ماستريخت. رسخت معاهدة ماستريخت مفهوم «السياسة المجتمعية» في ست مناطق جديدة، سُميت إحداها «الشبكات العابرة لأوروبا». تطرقت المعاهدة أيضًا إلى التأثيرات الخاصة الناتجة عن دمج البلدان الأوروبية والهيئة الجديدة للمواطنة الأوروبية. تضمنت المنافع الناتجة عن المواطنة الأوروبية حق المواطنين الأوروبيين في اجتياز حدود الدول الأوربية الأخرى بأريحية ثم الاستقرار فيها، وحق التصويت في الانتخابات والترشح للمناصب في كل من الانتخابات البلدية والانتخابات الأوروبية في البلد الذي يستقر فيه المواطن الأوروبي، وحق الوصول إلى كل من الخدمات الدبلوماسية والقنصلية لكل دولة عضو في بلد طرف ثالث لا يُمثَّل فيه البلد الذي وُلد فيه المواطن، بالإضافة إلى أحقية المواطن في تقديم الالتماس إلى البرلمان الأوروبي. بناء على ذلك، رجّحت هذه المعاهدة «المواطنة العابرة للحدود القومية على المواطنة القومية». ونتيجةً لذلك، ستمهّد هذه العملية لشكل جديد «للهوية الأوروبية» يتيح لأعضاء الاتحاد الأوروبي العملَ ممثلين عابرين للحدود بعيدًا عن حدود بلدانهم، وتحويل جميع أنحاء القارة الأوروبية إلى كيان مترابط.
أخيرًا، ساهم استحداث عملة اليورو في بلوغ أوج توحيد الاقتصاد الأوروبي الحديث. في الأول من يناير عام 1999، حلت عملة اليورو محل العملة المحلية السابقة في إحدى عشرة دولة أوروبية. أسست معاهدة ماستريخت النظام الأوروبي للبنك المركزي، الذي يتألف من البنك المركزي الأوروبي والبنوك المركزية الوطنية التي تعمل مع بعضها لتأسيس سياسة مالية في كافة أرجاء البلدان الأوروبية المشاركة. يعتقد بعض الباحثين أن قانون توحيد العملة «سيبلغ أوج التطور نحو الوحدة لاقتصادية والنقدية في أوروبا». في حين أن هيئة الوحدة النقدية جلية، فقد تُعد تأثيرات الوحدة الاقتصادية ذات المدى البعيد بين البلدان الأوروبية سببًا للنقاش. بغض النظر عما إذا كانت عملة اليورو ستتيح للمواطنين العابرين للحدود القومية التابعين للاتحاد الأوروبي التحرك بأريحية عبر الحدود الأوروبية، فهي ستتيح لهم أيضًا مزاولة أسهل لعملية تبادل العملات النقدية من خلال القدرة على إنفاق العملة المستخدمة في كل من البلد الأصلي والبلد المستضيف للمواطنين. ستساعد التشعبات السياسية والاقتصادية والاجتماعية الناجمة عن تأسيس الاتحاد الأوروبي في بناء المجتمع الأوربي وجعله نموذجًا عالميًا للمواطنة العابرة للحدود القومية.